# Бекенрід
Бекенрід (нім. Beckenried) — громада  в Швейцарії в кантоні Нідвальден.

## Географія
Громада розташована на відстані близько 80 км на схід від Берна, 8 км на схід від Штанса.
Бекенрід має площу 24,3 км², з яких на 6% дозволяється будівництво (житлове та будівництво доріг), 48,7% використовуються в сільськогосподарських цілях, 37,3% зайнято лісами, 7,9% не є продуктивними (річки, льодовики або гори).

## Демографія
2019 року в громаді мешкало 3697 осіб (+11,5% порівняно з 2010 роком), іноземців було 12,7%. Густота населення становила 152 осіб/км².
За віковим діапазоном населення розподілялося таким чином: 20% — особи молодші 20 років, 60,7% — особи у віці 20—64 років, 19,4% — особи у віці 65 років та старші. Було 1608 помешкань (у середньому 2,3 особи в помешканні).
Із загальної кількості 1144 працюючих 142 було зайнятих в первинному секторі, 250 — в обробній промисловості, 752 — в галузі послуг.